# Ramiro II. Aragonský
Ramiro II. Aragonský řečený „Mnich“ (1080 – 16. srpna 1157, Huesca) byl aragonský král v letech 1134–1157. Od roku 1137 fakticky vládl jeho zeť Ramon Berenguer IV. Barcelonský.

## Život
Ramiro se narodil jako nejmladší syn aragonského krále Sancha I. a Felicie z Roucy. Původně byl předurčen pro duchovní dráhu, strávil proto podstatnou část svého mládí v klášteře San Ponce de Tomeras ve městě Huesca. Byl biskupem barbastro-rodským, když roku 1134 nastoupil po smrti staršího bezdětného bratra, Alfonse I. na opuštěný trůn.

Počátek vlády nebyl nijak poklidný – z bratrova odkazu neudržel nadvládu nad Navarrou, jež se osamostatnila pod králem Garcíou Obnovitelem, a musel bojovat s dalšími dvěma uchazeči o trůn (jedním z nich byl Alfons VII. Kastilský). Navíc musel potlačit vzpouru aragonských šlechticů, ke které se váže hrůzostrašná pověst o zvonu z Huesky. Podle ní král Ramiro poslal ke svému starému mentorovi do kláštera San Ponce de Tomeras posla s prosbou o radu jak naložit s rebely. 

Ramirova signatura

Posel byl uveden do klášterní zahrady, v níž starý mnich stříhal květy růží, jež se vypínaly nad ostatními, a následně byl odeslán zpět k panovníkovi. Ten, poté co vyslechl poslovo vyprávění, sezval nejpřednější šlechtice ke svému dvoru s tím, že je chce požádat o pomoc s vybudováním zvonu, jehož hlas by byl slyšet po celém království. Jak šlechtici přicházeli do sálu, byli postupně popravováni a jejich hlavy rozvěšovány do kruhu symbolizujícího zvon; hlava nejvýznačnějšího z rebelů pak přišla do středu jako srdce zvonu. Zvěst o tomto „zvonu“ se vskutku brzy rozšířila do celého Ramirova panství a přispěla ostatní vzbouřence k ukončení odporu.
Po získání papežského dispensu se Ramiro roku 1135 oženil s Agnes z Poitou a z tohoto manželství o rok později vzešla jediná dcera Petronila. Tu otec záhy zasnoubil s barcelonským hrabětem Ramonem Berenguerem IV. a 13. listopadu 1137 svěřil novomanželovi správu království. Ramirův zeť se tak stal faktickým vládcem personální unie Aragonie a Barcelony (Katalánie) s titulem aragonského knížete. Ramiro se vrátil zpět k církevnímu způsobu života, odebral se do ústraní kláštera San Pedro el Viejo v Huesce, kde po letech také zemřel a byl pohřben.